# Джордж (Айова)
Джордж (англ. George) — місто (англ. city) в США, в окрузі Лайон штату Айова. Населення — 1077 осіб (2020).

## Географія
Джордж розташований поблизу межі з Міннесотою на річці Літл-Рок за координатами 43°20′34″ пн. ш. 96°0′13″ зх. д. / 43.34278° пн. ш. 96.00361° зх. д. (43.342890, -96.003695).  За даними Бюро перепису населення США в 2010 році місто мало площу 6,22 км², з яких 6,21 км² — суходіл та 0,01 км² — водойми.

## Демографія
Згідно з переписом 2010 року, у місті мешкало 1080 осіб у 451 домогосподарстві у складі 302 родин. Густота населення становила 174 особи/км².  Було 504 помешкання (81/км²).
Расовий склад населення:
| - 98,5 % — білих - 0,2 % — чорних або афроамериканців - 0,2 % — азіатів - 0,1 % — корінних американців |

До двох чи більше рас належало 0,5 %. Частка іспаномовних становила 2,2 % від усіх жителів.
За віковим діапазоном населення розподілялося таким чином: 22,5 % — особи молодші 18 років, 48,2 % — особи у віці 18—64 років, 29,3 % — особи у віці 65 років та старші. Медіана віку мешканця становила 46,9 року. На 100 осіб жіночої статі у місті припадало 91,8 чоловіків;  на 100 жінок у віці від 18 років та старших — 87,2 чоловіків також старших 18 років.
Середній дохід на одне домашнє господарство  становив 52 395 доларів США (медіана — 50 795), а середній дохід на одну сім'ю — 61 631 долар (медіана — 59 265). Медіана доходів становила 40 556 доларів для чоловіків та 29 327 доларів для жінок. За межею бідності перебувало 7,4 % осіб, у тому числі 17,8 % дітей у віці до 18 років та 3,8 % осіб у віці 65 років та старших.
Цивільне працевлаштоване населення становило 507 осіб. Основні галузі зайнятості: виробництво — 30,6 %, освіта, охорона здоров'я та соціальна допомога — 22,7 %, роздрібна торгівля — 8,1 %, сільське господарство, лісництво, риболовля — 7,5 %.